# Timothy Mack
Timothy Mack (Cleveland (Ohio), Estados Unidos, 15 de septiembre de 1972) es un atleta estadounidense, especializado en la prueba de salto con pértiga en la que llegó a ser campeón olímpico en 2004.

## Carrera deportiva
En los JJ. OO. de Atenas 2004 ganó la medalla de oro en el salto con pértiga, con un salto por encima de 5.95 metros que fur récord olímpico, quedando en el podio por delante de su compatriota Toby Stevenson (plata con 5.90 m) y del italiano Giuseppe Gibilisco (bronce con 5.85 metros).